# Контркультура 1960-х
Контркультура шістдесятих — термін, яким позначають культурні рухи шістдесятих років XX століття. Почалося все з протестів в США проти війни у В'єтнамі. Сам термін «контркультура» був введений дослідником рухів шістдесятих Теодором Рошаком у книзі 1968 року «Створення контркультури: Рефлексії над технократичним суспільством та його юною опозицією».

## Рухи

### Рух за громадянські права
Основна стаття: Рух за громадянські права афроамериканців у США
Рух за громадянські права був ключовим елементом ширшого контркультурного руху, що передбачав використання ненасильства, аби гарантувати, що рівні права, забезпечені Конституцією США, застосовуватимуться до всіх громадян. Багато штатів незаконно відмовляли у цих правах афроамериканцям і це було успішно вирішено на початку та середині 1960-х років у кількох великих ненасильницьких рухах.

### Свобода слова
Основна стаття: Рух за свободу слова в США
Значна частина контркультури 1960-х років зародилася на кампусах коледжів. У Берклі група студентів почала визначати себе такими, що мають інтереси як соціальний клас, які суперечать інтересам та практиці університету та його корпоративних спонсорів.

### Фемінізм
Основна стаття: Друга хвиля фемінізму
Роль жінки як домогосподарки, що працює на повний робочий день в індустріальному суспільстві, була оскаржена в 1963 році, коли американська феміністка Бетті Фрідан опублікувала «Загадку жіночності», давши поштовх жіночому руху і вплинувши на те, що багато хто називали фемінізмом другої хвилі. Інші активістки, такі як Глорія Стайнем та Анджела Девіс, або організовували й впливали, або навчали молоді покоління жінок підтримувати та розширювати феміністичну думку. Фемінізм набув додаткової ваги в ході протестних рухів наприкінці 1960-х, коли жінки повстали проти ролі «підтримки», де переважають чоловіки, а також проти проявів сексизму. Брошура 1970 року «Жінки та їхні тіла», згодом розширена до книги «Наші тіла, ми самі», була особливо впливовою у створенні нової феміністичної свідомості.

### Рух виробників
Національна організація фермерів (NFO) — рух виробників, заснований у 1955 році. Він став сумно відомим через те, що його пов'язували з насильством над власністю та погрозами, вчиненими без офіційного дозволу організації, починаючи з інциденту 1964 року, коли двох членів було розчавлено під задніми колесами вантажівки для великої рогатої худоби, а також через організацію вилучення товарів та протистояння кооперативам, які не бажали вилучати товари. Під час акцій протесту фермери навмисно знищували їжу або марнотратно забивали своїх тварин, намагаючись підвищити ціни та отримати висвітлення у ЗМІ. NFO не вдалося переконати уряд США встановити систему квот, як це зараз практикується в програмах управління поставками молока, сиру, яєць і птиці в Канаді.

### Енвайронменталізм
Основна стаття: Енвайронменталізм

## Технології
Культурні історики, такі як Теодор Рошчак у своєму нарисі «Від Саторі до Кремнієвої долини» 1986 року та Джон Маркофф у своїй книзі «Що говорив сонник» [206], вказували на те, що багато хто з перших піонерів персональних обчислень виникли з контркультури Західного узбережжя. Багато першопрохідців ранньої обчислювальної техніки та мереж після вживання LSD та вечірок на кампусах Берклі, Стенфорду та MIT в кінці 1960-х — початку 1970-х років вийшли з цієї касти соціальних «маргіналів» для формування сучасного технологічного світу, особливо в Кремнієвій долині.